# فرودگاه گاردنر (مونتانا)
فرودگاه گاردنر (مونتانا) (به انگلیسی: Gardner Airport (Montana)) یک فرودگاه خصوصی است . این فرودگاه در کشور ایالات متحده آمریکا قرار دارد و در ارتفاع ۱۰۸۵ متری از سطح دریا واقع شده‌است.